# Chen Zihe
Chen Zihe (28 februari 1968) is een Chinees tafeltennisspeelster. Samen met Gao Jun werd ze in 1991 wereldkampioene in het dubbelspel voor vrouwen. Een jaar later wonnen ze samen zilver op het dubbelspeltoernooi van de Olympische Zomerspelen 1992.

## Sportieve loopbaan
Zihe was van 1987 tot en met 1995 actief in het internationale circuit, een tijd waarin ze vijf keer deelnam aan de wereldkampioenschappen (1987-1995). Daarop haalde ze vijf keer een finale, waarin ze drie keer een wereldtitel won.
Zihe won haar eerste wereldtitel met het nationale vrouwenteam, toen het in de finale van het landentoernooi van Dortmund 1989 afrekende met Zuid-Korea. Met de Chinese selectie speelde ze ook de eindstrijd in dezelfde discipline in Chiba 1991 en Göteborg 1993. In die eerstvolgende finale nam de Zuid-Koreaanse ploeg revanche voor de nederlaag van het vorige WK, maar in 1993 volgde alsnog Zihe's tweede toernooizege met de nationale selectie, na een finale tegen ditmaal Noord-Korea.
Zihe's succesvolste WK was niettemin dat van 1991, want behalve de finale in het ploegentoernooi behaalde ze dat jaar ook de eindstrijd in het dubbelspel én die in het gemengd dubbel. Die laatste verloor ze samen met Xie Chaojie  van hun landgenoten Wang Tao en Liu Wei, maar in het vrouwendubbel won ze met Gao Jun wel goud, door een overwinning op Deng Yaping en Qiao Hong. Zij en Gao Jun troffen het koppel Yaping/Hong een jaar later opnieuw in de dubbelspelfinale van de Olympische Zomerspelen, maar trokken ditmaal zelf aan het kortste eind. Kans op revanche kwam er niet, want het bleef voor Zihe bij die ene deelname aan de Spelen.
Naast haar toernooizeges op officiële WK's schreef Zihe nog twee mondiale titels op haar naam. Met het Chinese team won ze namelijk zowel in 1990 als 1991 de WTC-World Team Cup, de World Cup voor landenploegen.